# UFC 195
UFC 195: Lawler vs. Condit var en MMA-gala som arrangerades av Ultimate Fighting Championship och ägde rum 2 januari 2016 i Las Vegas i USA.

## Resultat
1. ↑   Titelmatch i weltervikt.